# Белок Ycf4
Белок Ycf4 вовлечён в организацию фотосистемы I, которая является основным компонентом фотосинтетического аппарата. Без Ycf4, фотосинтез становится малоэффективным, что отрицательно сказывается на росте растения. Ycf4 расположен в тилакоидной мембране и крайне важен для светозависимых реакций фотосиинтеза.
На сегодняшний день, было обнаружено три тилакоидных белка, участвующих в стабилизации самосборки ФСI:
- BtpA (INTERPRO Архивная копия от 19 мая 2014 на Wayback Machine),[2]
- Ycf3[3][4]
- Ycf4.[3]

При центрифугировании переведённых в раствор тилакоидов в градиенте сахарозы Ycf4 выделяется вместе с белковым комплексом, превышающим по размерам ФСI.